# Aphytis riyadhi
Aphytis riyadhi är en stekelart som beskrevs av Debach 1979. Aphytis riyadhi ingår i släktet Aphytis och familjen växtlussteklar.
Artens utbredningsområde är:
- Israel.
- Saudiarabien.

Inga underarter finns listade i Catalogue of Life.